# Tchitchkaïoul
Le Tchitchkaïoul (en russe : Чичкаюл), encore appelé Tchitchke-Ioul (Чичке-Юл), est une rivière de Russie qui coule dans la partie orientale de la plaine de Sibérie occidentale, dans l'oblast de Tomsk. C'est un affluent du Tchoulym en rive droite, donc un sous-affluent de l'Ob.

## Géographie
La longueur du Tchitchkaïoul est de 450 kilomètres et son bassin versant s'étend sur 6 150 kilomètres carrés, superficie comparable à celle d'un département français moyen, tel la Seine-Maritime, ou quelque peu supérieure à celle du canton suisse de Valais.
Son débit inter annuel moyen est de 33,5 m3/s au niveau de son point de confluence.
La rivière prend sa source à moins de dix kilomètres au sud de celle de l'Oulouioul. Peu après sa naissance, elle s'oriente vers l'ouest et maintient dès lors globalement cette direction, jusqu'à la fin de son parcours. Elle traverse des zones très peu habitées et recouvertes par la grande forêt sibérienne. Son cours comporte de nombreux méandres.
La rivière finit par se jeter dans le Tchoulym au niveau de la petite localité d'Apsagatchevo.

## Gel - Navigabilité
La rivière est prise par les glaces dès la fin du mois d'octobre, ou au début de novembre. Elle reste gelée jusqu'au mois d'avril, voire au début du mois de mai.  
En dehors de cette longue période, elle est navigable sur 192 kilomètres en amont de son embouchure dans le Tchoulym.

## Localités traversées
- Frantsevo : la localité possède une station de chemin de fer qui la relie au petit centre de Komsomolsk-sur-Tchoulym, et de là, à Belyï Yar au nord (sur la rivière Ket), et à Tomsk au sud via Assino (sur le Tchoulym). On y exploite la forêt et y travaille le bois.

## Hydrométrie - Les débits à Frantsa
Le débit du Tchitchkaïoul a été observé pendant 40 ans (1953-1994) à Frantsa, station hydrométrique située à plus ou moins 114 kilomètres de son confluent avec le Tchoulym. 
Le débit inter annuel moyen ou module observé à Frantsa sur cette période était de 28,5 m3/s pour une surface de drainage prise en compte de 5 210 km2, soit plus ou moins 85 % du bassin versant total de la rivière qui en compte 6 150.
La lame d'eau écoulée dans cette partie du bassin atteint ainsi le chiffre de 172 millimètres par an, ce qui peut être considéré comme satisfaisant dans le contexte du bassin de l'Ob, caractérisé par un écoulement moyen fort modéré. 
Cours d'eau alimenté avant tout par la fonte des neiges, mais aussi par les pluies estivales et automnales, le Tchitchkaïoul a un régime nivo-pluvial. 
Les hautes eaux se déroulent au printemps, surtout en mai puis en juin, ce qui correspond au dégel et à la fonte des neiges. Au mois de juin puis de juillet, le débit baisse fortement, mais il se stabilise par après jusqu'à la fin de l'automne sibérien. On observe même au mois d'octobre un petit rebond, très léger il est vrai, lié aux précipitations automnales.
Au mois de novembre, le débit de la rivière s'affaisse à nouveau, ce qui mène à la période des basses eaux. Celle-ci a lieu de décembre à mi-avril inclus et correspond aux intenses gelées hivernales. 
Le débit moyen mensuel observé en mars (minimum d'étiage) est de 7,97 m3/s, soit un peu moins de 6 % du débit moyen du mois de juin (136 m3/s), ce qui souligne l'amplitude des variations saisonnières plutôt moyenne, du moins dans le contexte sibérien où les écarts sont souvent importants. Ces écarts de débit mensuel peuvent cependant être plus marqués d'après les années : sur la durée d'observation de 40 ans, le débit mensuel minimal a été de 3,86 m3/s en mars 1971, tandis que le débit mensuel maximal s'élevait à 246 m3/s en mai 1973.
En ce qui concerne la période libre de glaces (de mai à octobre inclus), le débit minimal observé a été de 9,65 m3/s en septembre 1980, ce qui restait par ailleurs assez confortable.  